# Рамелтън
Рамелтън (на английски: Ramelton; на ирландски: Ráth Mealtáin) е град в северната част на Ирландия, графство Донигал на провинция Ълстър. Разположен е по западния бряг на езерото Лох Суили и устието на река Ленън на около 20 km от границата със Северна Ирландия и на около 40 km на север от административния център на графствово Лифорд. Населението му е 1088 жители от преброяването през 2006 г. 

## Известни личности
Родени в Рамелтън
- Уилям Кемпбъл (р. 1930), биолог